# برستون ديكنسون
برستون ديكنسون (بالإنجليزية: Preston Dickinson)‏ هو رسام أمريكي، ولد في 9 سبتمبر 1889 في نيويورك في الولايات المتحدة، وتوفي في 25 نوفمبر 1930 في إرون في إسبانيا بسبب ذات الرئة.